# 川勝広長
川勝 広長（かわかつ ひろなが）は、江戸時代中期の旗本。秀氏流川勝家（本家）の7代当主。

## 生涯
享保20年（1735年）、妻木頼直の二男として江戸に生まれ、後に川勝広當の婿養子となった。宝暦10年（1760年）11月25日、初めて将軍徳川家治に拝謁した。宝暦12年（1762年）9月28日、小姓組に列し、後に的を射て時服2領を給わった。安永4年（1775年）5月10日、義父広當の隠居により、その家督（丹波内2,570石余）を継いだ。
安永5年（1776年）4月、将軍家治の日光社参に供奉した。天明元年（1781年）1月11日、使番となり、同年12月16日に布衣を着る事を許された。寛政2年（1790年）6月24日、職を辞して寄合に列し、同年11月8日に隠居した。家督は婿養子の広品に譲った。
寛政6年（1794年）6月7日、60歳で没した。